# Policarpo de Esmirna
Policarpo de Esmirna (c. 70 - c. 155) fue un obispo y mártir de la Iglesia primitiva. Fue obispo de la ciudad de Esmirna, y tanto Ireneo como Tertuliano y Jerónimo registran que Policarpo había sido discípulo del apóstol Juan. Policarpo es considerado uno de los tres Padres Apostólicos principales, junto a Clemente de Roma e Ignacio de Antioquía.

## Esmirna

Las siete iglesias de Asia y Patmos.

Policarpo vivió en la antigua Esmirna, ciudad griega que competía con las vecinas Éfeso y Pérgamo por ser la más grande de la Provincia de Asia. En ella se desarrolló una comunidad del cristianismo primitivo bajo tutela del apóstol San Juan, que dirigía las comunidades de Asia desde su asiento en Éfeso. El libro del Apocalipsis menciona a Esmirna como la segunda entre las siete iglesias de Asia, detrás precisamente de Éfeso.
Sobre la predicación de Policarpo se expresa su discípulo Ireneo:

Recuerdo el lugar donde el bienaventurado Policarpo se sentaba para dirigir su palabra, cómo entraba en materia y cómo terminaba su instrucciones, su género de vida, la forma de su cuerpo, las pláticas que dirigía a la muchedumbre; cómo contaba su trato con Juan y con los demás que habían visto al Señor, y cómo recordaba las palabras de ellos, y qué era lo que había oído de ellos acerca del Señor: ya sobre sus milagros, ya sobre su doctrina; todo lo cual, como quien lo había recibido de los que fueron testigos oculares de la Vida del Verbo, Policarpo lo relataba de acuerdo con las Escrituras.
Ireneo de Lyon

## Biografía

### Primeros Años
Policarpo nació en una familia probablemente cristiana en el entorno del año 70 u 80, y según su discípulo Ireneo «fue instruido por los apóstoles y convivió con muchos que habían visto al Señor» y Tertuliano dice que fue el mismo apóstol Juan quien lo constituyó obispo de Esmirna.
Fue cercano a otros padres apostólicos como Ireneo de Lyon, quien fue su discípulo, e Ignacio de Antioquía, quien le solicitó, camino a su muerte, que escribiera a su comunidad en Asia Menor. Poco se sabe de su actividad en Esmirna salvo el testimonio de las cartas que recibió, y la que envió a la comunidad filipense. De varias que compuso ésta es la única obra que sobrevive hasta la actualidad: tras un escándalo por el mal comportamiento de un presbítero, Policarpo aconseja a los filipenses perdonarlo y recibirlo nuevamente en la comunidad. Compuesta hacia el año 117 o 118, la Epístola de Policarpo a los Filipenses es un mosaico de referencias a las Escrituras Griegas: esto es de sumo interés para el estudio del desarrollo del canon bíblico ya que, además de citar la carta de Clemente de Roma, trae citas explícitas de los tres evangelios sinópticos y de varias epístolas de los apóstoles.

### Fin de su vida
Hacia el año 154 Policarpo viajó a Roma para discutir con el papa Aniceto acerca del método para determinar en qué día celebrar la Pascua de Resurrección. La tradición joánica de Esmirna seguía el calendario hebreo: se celebraba estrictamente el día 14 del mes de Nisán (cuartodecimanismo); sin embargo en Roma se celebraba un domingo cercano a esa fecha, también según una tradición muy arraigada. Los dos obispos no lograron llegar a un acuerdo definitivo pero se mantuvieron en buenos términos. Durante la estancia en Roma muchas personas se acercaron a conocerlo, porque había visto a los apóstoles: reporta Jerónimo que entonces el líder heterodoxo Marción le pidió sin éxito que avalara sus doctrinas.
En el año 155 Policarpo fue quemado en la hoguera y atravesado con una lanza por negarse a quemar incienso en adoración al Emperador romano Antonino Pío. Después de los Hechos de los Apóstoles, que describen la muerte de Esteban, el Martirio de Policarpo se considera uno de los primeros relatos genuinos de un martirio cristiano. El texto relata que los judíos buscaban impedir que la comunidad cristiana diera sepultura al cuerpo del mártir «no sea que esa gente cristiana abandonen a su Crucificado y empiecen a rendir culto a éste». El autor explica: «ni podremos abandonar jamás a Cristo … ni hemos de rendir culto a ninguno fuera de él. Porque a Cristo le adoramos como a Hijo de Dios que es; mas a los mártires les tributamos con toda justicia el homenaje de nuestro afecto como a discípulos e imitadores del Señor». 
Finalmente los cristianos de Esmirna recogieron los huesos del mártir como reliquias para celebrar su martirio como un natalicio: «nos concederá el Señor celebrar el natalicio del martirio de Policarpo, para memoria de los que acabaron ya su combate y ejercicio y preparación de los que tienen aún que combatir». Su muerte en la hoguera fue un ejemplo evangelizador y motivador para los primeros cristianos.
Es venerado por las iglesias católica, ortodoxa y luterana.